# Elecciones municipales de Taipéi de 2002
Las elecciones municipales de Taipéi de 2002 se llevaron a cabo el 7 de diciembre del mencionado año con el objetivo de elegir al Alcalde de la Capital Provisional a los 52 escaños del Concejo Municipal para el período 2002-2006. Fueron las terceras elecciones municipales de la ciudad desde su autonomización en 1994, y las octavas realizadas en general. Tuvieron lugar en conjunto con las elecciones locales de Kaohsiung, el único municipio aparte de Taipéi que renovó autoridades en el mismo proceso.
El alcalde incumbente Ma Ying-jeou se presentó a la reelección como candidato del Partido Nacionalista Chino (Kuomintang) apoyado por la Coalición Pan-Azul, grupo de fuerzas reunificacionistas del país, y su único oponente sería Lee Ying-yuan, del Partido Progresista Democrático (DPP) apoyado por la Coalición Pan-Verde, grupo de fuerzas favorables a la taiwanización. Con una participación diez puntos más baja que la anterior, del 70.61%, Ma obtuvo una victoria arrolladora con el 64.11% de los votos contra el 35.89% de Lee, que no logró imponerse en ninguno de los distritos de la ciudad. En el plano legislativo, el Kuomintang no logró la mayoría propia pero la Coalición Pan-Azul sí, con 33 escaños (20 para el Kuomintang, 8 para el Partido Primero el Pueblo, y 5 para el Partido Nuevo) contra 17 del DPP y 2 candidatos independientes.
Aunque la derrota resultó en un fuerte golpe para el presidente incumbente Chen Shui-bian (que era además el predecesor de Ma como alcalde), en Kaohsiung sí logró triunfar el DPP con Hsieh Chang-ting como candidato. Ma Ying-jeou asumió su segundo mandato el 25 de diciembre de 2002.

## Antecedentes
Ma Ying-jeou llegó al puesto de Alcalde de la Capital Provisional tras derrotar en una reñida elección al alcalde anterior, Chen Shui-bian, el cual había resultado electo en 1994 al beneficiarse de la división reunificacionista entre el Kuomintang y el Partido Nuevo Chino. Dos años más tarde, Chen resultó elegido presidente de la República en una elección que fue prácticamente una repetición de lo sucedido en Taipéi seis años atrás (el contrapeso mutuo entre el Kuomintang y una nueva formación reunificacionista, el Partido Primero el Pueblo). De cara a las dos elecciones municipales que tendrían lugar en 2002 (Taipéi y Kaohsiung), el primer desafío electoral que enfrentaría el gobierno nacional de Chen, las fuerzas de ambas ideologías (los favorables a la reunificación con el continente y los favorables a la independencia de Taiwán) acordaron formar coaliciones que evitaran cualquier contrapeso, por lo que en ambas ciudades el Kuomintang y el DPP fueron los únicos partidos que presentaron candidaturas, y en Taipéi el alcalde Ma y su oponente Lee serían los únicos candidatos. A ambas alianzas se las llamó Coalición Pan-Azul (reunificacionista) y Coalición Pan-Verde (independentista). En las elecciones de Concejos Municipales, sin embargo, los partidos presentaron listas separadas debido al sistema plurinominal con listas abiertas que se utiliza en estos comicios.

## Campaña
Ma anunció que se presentaría a la reelección y no experimentó grandes dificultades para que el Kuomintang, así como los demás partidos de la Coalición Pan-Azul, aprobasen su candidatura. El Comité Central del DPP, por otro lado, tuvo que enfrentar una dura discusión interna para encontrar un buen candidato. El elegido resultó ser Lee Ying-yuan, diputado por Taipéi en el Yuan Legislativo desde 1996. La campaña electoral fue considerada una guerra de venganza entre el alcalde incumbente y el presidente de la República. El hecho de que hubiera tan solo dos candidatos convirtió la elección en lo que los medios calificaron como una "carrera de caballos". La constante intervención de Chen en la campaña del DPP significó en una considerable reducción de la intención de voto de Lee, visto como un candidato "títere" del presidente.
Lee se comprometió a cancelar las restricciones de la altura de los edificios impuesta por Ma, y reformar el Aeropuerto de Songshan. Mientras que fuera de las propuestas de Lee, el resto de la dirigencia del DPP atacó frontalmente a la figura de Ma, el Kuomintang hizo campaña centrándose en defender las políticas llevadas a cabo durante su período en el gobierno municipal. La imagen de Ma como un candidato modesto atrajo adhesiones, y su nivel de popularidad alto al momento de la elección llevó a que muchos votantes habituales del DPP por su idea de la independencia de Taiwán pero con discrepancias en su visión de política económica o social (los llamados "votantes verde claro") eventualmente decidieran apoyar a Ma.

## Resultados

### Alcalde
|  | 64.11 % |

|  | 35.89 % |

|  | 99.06 % |

|  | 0.94 % |

|  | 100.00 % |

|  | 70.61 % |

### Concejo Municipal
|  | 32.08 % |

|  | 17.56 % |

|  | 9.02 % |

|  | 58.66 % |

|  | 28.52 % |

|  | 3.72 % |

|  | 32.24 % |

|  | 0.13 % |

|  | 8.97 % |

|  | 99.06 % |

|  | 0.94 % |

|  | 100.00 % |

|  | 70.61 % |